# Hemileuca mania
Hemileuca mania är en fjärilsart som beskrevs av Druce 1897. Hemileuca mania ingår i släktet Hemileuca och familjen påfågelsspinnare. Inga underarter finns listade i Catalogue of Life.